# Mia Mottley
Mia Mottley   (Barbados, 1 d'octubre de 1965), de nom complet Mia Amor Mottley, és una política barbadiana. Presidenta del Partit Laborista de Barbados (BLP) és primera ministra de l'illa d'ençà del maig de 2018. És la primera dona que ha arribat a ocupar aquest càrrec. Mottley és una fervent republicana. Un dels objectius a complir durant el seu mandat és la ruptura amb els Reialmes de la Commonwealth i l'establiment d'una república parlamentària el novembre del 2021, quan es complien 55 anys de la independència de Barbados, per deixar així el passat colonial enrere i tenir un cap d'Estat propi barbadià. El 2022 va ser reelegida primera ministra per majoria absoluta.